# Helga Meyer (Schriftstellerin)
Helga Meyer (* 30. September 1929 in Chemnitz; † 18. September 2009 ebenda) war eine deutsche Schriftstellerin und Journalistin. Mit ihrem Ehemann Hansgeorg (1930–1991), mit dem sie seit 1951 verheiratet war, veröffentlichte sie zahlreiche Werke (hauptsächlich der Kinder- und Jugendliteratur). Nebenbei arbeitete das Ehepaar auch im Kinderfunk.

## Leben
Helga Meyer wurde am 30. September 1929 als Tochter einer Arbeiterfamilie in Chemnitz geboren, besuchte zunächst die Volksschule und lernte Kaufmannsgehilfin. Von 1948 bis 1950 besuchte sie die Vorstudienanstalt in ihrer Heimatstadt und die Arbeiter-und-Bauern-Fakultät in Leipzig. Nach Abschluss dieser Fakultät in der DDR blieb sie in Leipzig und studierte hier in weiterer Folge Journalistik. In dieser Zeit heiratete sie Hansgeorg und das Ehepaar begann nach ihrem Studienabschluss journalistisch tätig zu werden. Während ihr Mann als Redakteur für Kinderzeitungen und im Kinderfunk tätig war, arbeitete Helga Meyer als Reporterin und Nachrichtenjournalistin. Mit dem Rückzug nach Chemnitz 1961 war sie ab dieser Zeit freischaffend tätig, veröffentlichte zahlreiche Werke zusammen mit ihrem Ehemann und wurde 1964 als Mitglied in den Schriftstellerverband der DDR aufgenommen.
Neben dem Verfassen von Kinder- und Jugendliteratur, Erzählungen, Reportagen oder Kinderhörspielen wirkte sie zusammen mit ihrem Mann Hansgeorg auch an Anthologien mit. Ihr ist der Schritt beider vom journalistischen, theoretischen Arbeiten zur Belletristik wesentlich zu verdanken. In der Kinder- und Jugendliteratur der DDR wurde das Autorenduo Helga und Hansgeorg Meyer fortan ein Begriff. Im Laufe ihres Lebens wurde Meyer vielfach geehrt und erhielt zusammen mit ihrem Ehemann 1966 und 1971 den Kinderbuchpreis des Ministeriums für Kultur der DDR. 1972 wurde sie mit dem Kunstpreis des FDGB, den auch ihr Mann zweimal gewann, ausgezeichnet. 
Wenige Tage vor ihrem 80. Geburtstag starb Meyer am 18. September 2009 in ihrer Heimatstadt, in der sie bis zuletzt gelebt hatte. Ihren 1991 im Alter von 60 Jahren verstorbenen Ehemann überlebte sie somit um 18 Jahre. Der Nachlass des Ehepaares findet sich heute unter anderem im Stadtarchiv Chemnitz.

## Werke (Auswahl)
- 1962: Jettchen und die Verschwörer (Kinderbuch; mit Hansgeorg Meyer)
- 1963:  Dachs und Dufte (Kinderbuch; mit Karl Sattler; 2. Auflage, 1964/65)
- 1966: Der Sperling mit dem Fußball (Kinderbuch; mit Helga Meyer)
- 1971: Katja und Regen (Kinderbuch)
- 1971: Keine Blumen für die Helden (Kinderbuch; mit Hansgeorg Meyer; 2. Auflage, 1973; 3. Auflage, 1975; 4. Auflage, 1976 (alle Kinderbuchverlag Berlin); 1. Auflage, 1976 (Verlag Tribüne))
- 1972: MZ-Geschichten (Kinderbuch; mit Hansgeorg Meyer; 2. Auflage, 1974; 3. Auflage, 1977; 4. Auflage, 1981; 5. Auflage, 1982; 6. Auflage, 1984; 7. Auflage, 1987; finnische Auflage, 1991)
- 1973: Straßen, Plätze, große Namen (Kinderbuch; mit Hansgeorg Meyer; 2. Auflage, 1976; 3. Auflage, 1977; 4. Auflage, 1980; 5. Auflage, 1983; 6. Auflage, 1986)
- 1973: Brot fällt nicht vom Himmel (Kinderbuch; 2. Auflage, 1976; 3. Auflage, 1982)
- 1973: Kartoffelpuffer. Geschichten von gestern, heute und morgen (Kinderbuch; mit Hansgeorg Meyer; 2. Auflage, 197?; 3. Auflage, 197?; 4. Auflage, 1977)
- 1974: Ein Kater geht an Bord (Kinderbuch; 2. Auflage, 1977)
- 1975: Katja aus der Pappelallee (Kinderbuch; mit Guste Zörner; 2. Auflage, 1976; 3. Auflage, 1977; 4. Auflage, 1979)
- 1975: Der Streit um den Wald (Kinderbuch)
- 1977: Vom Bärchen und der schönen Angara (Kinderbuch; mit Hansgeorg Meyer)
- 1978: Ein Kater auf großer Fahrt (Kinderbuch)
- 1980: Besuch bei Robert. Verlag Junge Welt Berlin (Kinderbuch, Illustrationen von Linde Detlefsen)
- 1984: Fritz Heckert (Biografie; mit Hansgeorg Meyer; 2. erweiterte Auflage, 1988)
- 1985: Ein Kater in den Wolken
- 1988: Prinz Lieschens Berge. Ein Lesebuch über Erzgebirge und Vogtland (Kinderbuch; mit Hansgeorg Meyer; 2. Auflage, 1990; überarbeitete Neuauflage, 1994; aktualisierte Fassung mit dem Titel Berggeschrei im Weihnachtsland. Ein Erzgebirgsbuch für Kinder, 2003)
- 1988: Forscher, Streiter, Wegbereiter (Kinderbuch; mit Hansgeorg Meyer)
- 1992: Das schwebende Fräulein (Kinderbuch; mit Hansgeorg Meyer)
- 2003: Berggeschrei im Weihnachtsland. Ein Erzgebirgsbuch für Kinder (Kinderbuch; mit Hansgeorg Meyer)